# 雷托耶湖
55°30′07″N 31°45′19″E / 55.50194°N 31.75528°E
雷托耶湖（俄语：Рытое），是俄羅斯的湖泊，位於該國西部斯摩棱斯克州，由傑米多夫斯基區負責管轄，面積1.78平方公里，海拔高度171米，集水區面積11.9平方公里，平均水深6.7米，最大水深22.5米。